# Fridericia mollissima
Fridericia mollissima là một loài thực vật có hoa trong họ Chùm ớt. Loài này được (Kunth) L.G.Lohmann mô tả khoa học đầu tiên năm 2010.